# Стјепан Дебељак Бил
Стјепан Дебељак Бил (Фердинандовац, код Ђурђеваца, 19. август 1908 — Загреб, 23. новембар 1968) био је учесник Народноослободилачке борбе, друштвено-политички радник СФР Југославије и СР Хрватске и народни херој Југославије.

## Биографија
Рођен је 19. августа 1908. године у селу Фердинандовац, код Ђурђеваца. Машинбраварски занат је завршио у родном месту 1925. године, а затим се запослио у Ложионици Југословенских државних железница у Загребу, где активно учествује у револуционарном радничком покрету. Члан Комунистичке партије Југославије је од октобра 1932. године. Због револуционарног рада често је хапшен и прогањан.
Учесник је НОР-а од 1941. године. Обављао је више одговорних функција - секретар Котарског комитета КПХ у Двору на уни, члан Окружног комитета КПХ за Барању, секретар ОК КПХ за Бјеловар, члан ОК КПХ за загребачку област, руководилац политичког дела Треће војвођанске ударне бригаде.
После ослобођења Југославије, налазио се на дужностима - руководилац кадровског одељења Централног комитета Комунистичке партије Хрватске, секретар Сабора СР Хрватске, члан Председништва ССРН Хрватске, посланик у Сабору СР Хрватске и посланик у Савезној народној скупштини.
Умро је 23. новембар 1968. године у Загребу. Сахрањен је у Гробници народних хероја на загребачком гробљу Мирогој.
Носилац је Партизанске споменице 1941, Ордена народног ослобођења и других југословенских одликовања. Орденом народног хероја одликован је 27. новембра 1953. године.